# Georgia on My Mind
Georgia on My Mind è una canzone scritta nel 1930 da Hoagy Carmichael (musica) e Stuart Gorrell (testo), e fu pubblicata da Carmichael con la sua orchestra. Gorrell affermò di aver scritto il testo per la sorella di Hoagy, Georgia Carmichael, tuttavia secondo Carmichael l'idea originaria era di una canzone sullo Stato della Georgia. Il testo della canzone, essendo sufficientemente ambiguo, poteva essere adattato tanto ad una regione, quanto ad una donna di nome Georgia. 
Divenne molto famosa grazie alla reinterpretazione da parte di Ray Charles nel 1960.
Dal 1979 la versione di Ray Charles è la canzone ufficiale dello Stato della Georgia, negli Stati Uniti.

## La versione di Ray Charles
La canzone è diventata universalmente popolare grazie alla cover registrata nel 1960 da Ray Charles, che la incise nell'album The Genius Hits the Road. Il singolo raggiunse la prima posizione della Billboard Hot 100 nel novembre 1960.
Il 7 marzo 1979, come simbolo di riconciliazione dopo i conflitti per l'ottenimento dei diritti civili, Ray Charles cantò Georgia on My Mind davanti all'Assemblea Generale della Georgia. Dopo l'esibizione di Charles, l'Assemblea adottò il brano come canzone ufficiale dello Stato, il 24 aprile dello stesso anno.
Nel 2000 Ray Charles ha invitato la cantante italiana Giorgia per duettare con lui, dopo aver scoperto che era stata chiamata così in onore del brano.
Nel 2003 la rivista Rolling Stone ha nominato Georgia on My Mind quarantaquattresima migliore canzone di tutti i tempi.

## Altre incisioni
Fra gli artisti che hanno registrato una cover del brano, si ricordano fra gli altri Dean Martin, Etta James, Willie Nelson, Anita O'Day, Gladys Knight, James Brown, Mario Musella, Fats Waller, Louis Armstrong, The Band, Django Reinhardt, Wes Montgomery, Jerry Lee Lewis, The Righteous Brothers, Van Morrison, Stanley Jordan, Coldplay, Mina, Hoagy Carmichael (con Bix Beiderbecke), Spencer Davis Group (con Steve Winwood), Michael Bublé, Jamie Foxx, Tal Farlow, Michael Bolton, Dave Brubeck, Oscar Peterson, Alicia Keys, Raphael Gualazzi, Annie Lennox, Bing Crosby, Gorni Kramer e Chicco Piani, Fabrizio Bosso, Jacob Collier,Billie Holiday